# مزامير سليمان
تعتبر مزامير سليمان أحد الكتب المنحولة، وهي عبارة عن مجموعة من 18 مزمورًا (أغاني أو قصائد دينية) مكتوبة في القرن الأول أو الثاني قبل الميلاد، وهي ليست جزءًا من أي كتاب قانوني حالي (ومع ذلك، فهي موجودة في نُسخ من الترجمات البشيطة والسبعينية ).

## التسمية
هنالك تشابه بين المزمور الـ17 (من الـ18 مزموراً) والمزمور 72 الذي يُنسب تقليديًا إلى سليمان، ومن هنا قد يكون السبب وراء تسمية مزامير سليمان باسمها. النظرية البديلة هي أن المزامير كانت تحظى بتقدير كبير لدرجة أن اسم سليمان أرفق بها لمنع تجاهلها أو نسيانها.

## تاريخ الاستقبال
تمت الإشارة إلى مزامير سليمان في الكتابات المسيحية المبكرة ، لكنها فقدت للأجيال اللاحقة حتى تم اكتشاف مخطوطة يونانية في القرن الـ17 ميلادية. ويوجد حاليًا إحدى عشرة مخطوطة معروفة من القرن الـ11 إلى القرن الـ16 لترجمة يونانية من أصل عبري أو آرامي مفقود، ربما يرجع تاريخها إلى القرن الأول أو الثاني قبل الميلاد . ومع ذلك، على الرغم من أنها أصبحت الآن مجموعة، إلا أنها كانت في الأصل منفصلة، كتبها أشخاص مختلفون في فترات مختلفة.

وتوجد أيضاً أربع مخطوطات سريانية . أقدم دليل تاريخي على "المزامير الثمانية عشر لسليمان" موجود في القائمة الموجودة في بداية المخطوطة الإسكندرانية (التي تعود للقرن الخامس الميلادي). ووفقًا لجيمس إتش تشارلزوورث، "لقد تم حساب أن مزامير سليمان كانت ستتناسب مع الصفحات الاثنتي عشرة المفقودة من المخطوطة السينائية .

## المحتوى والتأليف
من الناحية السياسية، فإن مزامير سليمان مناهضة للحشمونائيم، وتظهر بعض المزامير في المجموعة وعيًا واضحًا بالغزو الروماني للقدس تحت قيادة بومبيوس في عام 63 قبل الميلاد، ومعاملته مجازيًا على أنه تنين أرسله الله لمعاقبة الحشمونائيم. بعض المزامير مسيانية، بالمعنى اليهودي (تشير بوضوح إلى إنسان حصل على مساعدة إلهية، مثل موسى)، لكن غالبيتها تهتم بشكل أقل بالعالم ككل، وأكثر بالسلوك الفردي، الذي يعبر عن اعتقاد ما بأن التوبة عن الذنوب غير المقصودة ستعيدهم إلى فضل الله.